# Le Beau Navire
Le Beau Navire est une mélodie pour voix et piano de Nadia Boulanger composée en 1910 sur un poème de Georges Delaquys.

## Présentation
Le Beau Navire est composé en 1910. La mélodie, pour voix et piano, est écrite sur un poème de Georges Delaquys — ami de la famille Boulanger —extrait de « Les Fils-de-la-Vierge », deuxième partie du recueil La Bonne Clairière (Paris, À la belle édition, 1911).
L'incipit de l'œuvre est : « Si lourd, si tranquille et si brave ».
Le manuscrit autographe de la mélodie est conservé à la BnF (Ms. 19499). Il est signé et daté à la fin « Nadia Boulanger / 21 mars 1910 ».

## Création et édition
Le Beau Navire est créé le 7 avril 1910 à Paris, salle Érard, par Jules Tordo (chant) et Nadia Boulanger (piano), avec Heures ternes, aux Concerts A. Dandelot.
La partition existe sous forme d'une épreuve corrigée, conservée à la Médiathèque Nadia-Boulanger du CNSMDL, qui porte le cotage J.6806.H. (Paris, J. Hamelle), et le cachet de l'imprimeur Delanchy daté du 21 mars 1910, mais aucun exemplaire définitif n'a été retrouvé. Avec le déclenchement de la Première Guerre mondiale, l'édition de la partition est restée en suspens, jusqu'à une publication par Alphonse Leduc en 2017 au sein du recueil Mélodies pour voix moyenne, vol. 2 (AL 30 752). 

## Commentaires
Le Beau Navire est d'une durée moyenne d'exécution de trois minutes environ.
La musicienne et musicologue Anne de Fornel relève la proximité de la mélodie avec une précédente de Nadia Boulanger, Poème d'amour (1907), sur un poème d'Armand Silvestre, notant que « la musique lancinante de Poème d'amour avec une pédale de ré sera reprise quasiment à l'identique dans Le Beau Navire (1910) sur un poème de Georges Delaquys, un proche de la famille ».
Dans le catalogue des œuvres de la compositrice établi par la musicologue Alexandra Laederich, la pièce porte le numéro NB 39.

## Discographie
- Mademoiselle - Première Audience : Unknown Music of Nadia Boulanger, Nicole Cabell (soprano) et Lucy Mauro (piano), Delos DE 3496, 2 CD, 2017[7] — premier enregistrement mondial.
- Les heures claires : The Complete Songs : Nadia & Lili Boulanger, Lucile Richardot (mezzo-soprano) et Anne de Fornel (piano), Harmonia Mundi HMM 902356.58, 3 CD, 2023[8].